# Стефан Петков (журналист)
Стефан Иванов Петков е български журналист, редактор и стопанин на вестник „Свободен глас“, седмичен информационен вестник, издаван във Варна през периода 1905 – 1915 година.

## Биография
Роден е на 25 април 1879 година в махалата Челница на големия югозападномакедонски български град Охрид, тогава в Османската империя, както сам казва „от българи православни родители - Иван и Фания Петкови“. Учи в охридското българско училище. В 1892 – 1893 година напуска Охрид и се установява във Варна, Княжество България. Жени се във Варна в 1897 година. Занимава се с журналистика и е собственик и редактор на вестник „Свободен глас“.
При избухването на Балканската война в 1912 година е доброволец в Македоно-одринското опълчение на Българската армия и служи в Нестроевата рота на 9-а велешка дружина.
През 1912 година публикува дописки срещу местния банкер Иван Койнов Попов, след като губи пари в управляваното от него акционерно дружество „Бъдащност“. На 14 февруари 1914 година статиите на редактора Стефан Петков са инкриминирани на втора инстранция в Русе, а той е признат за виновен в съзнателно нанасяне на обида чрез печата. На 26 октомври 1914 година във вестник „Свободен глас“ е публикувано опровержение и извинения към директора на дружеството за публикуване на непроверена информация срещу него. Наложено му е наказание от един месец тъмничен затвор и петдесет лева глоба.
Взима участие в Първата световна война с Българската армия с 2-ри македонски полк на 11-а македонска дивизия.
След войната се мести в столицата София, където се занимава с търговия с книжни материали. По-късно е чиновник в „Битра“ ООД.
На 17 февруари 1943 година, като жител на София, подава молба за народна пенсия. която е одобрена и пенсията е отпусната от Министерския съвет на Царство България.